# Uta Reimann-Höhn

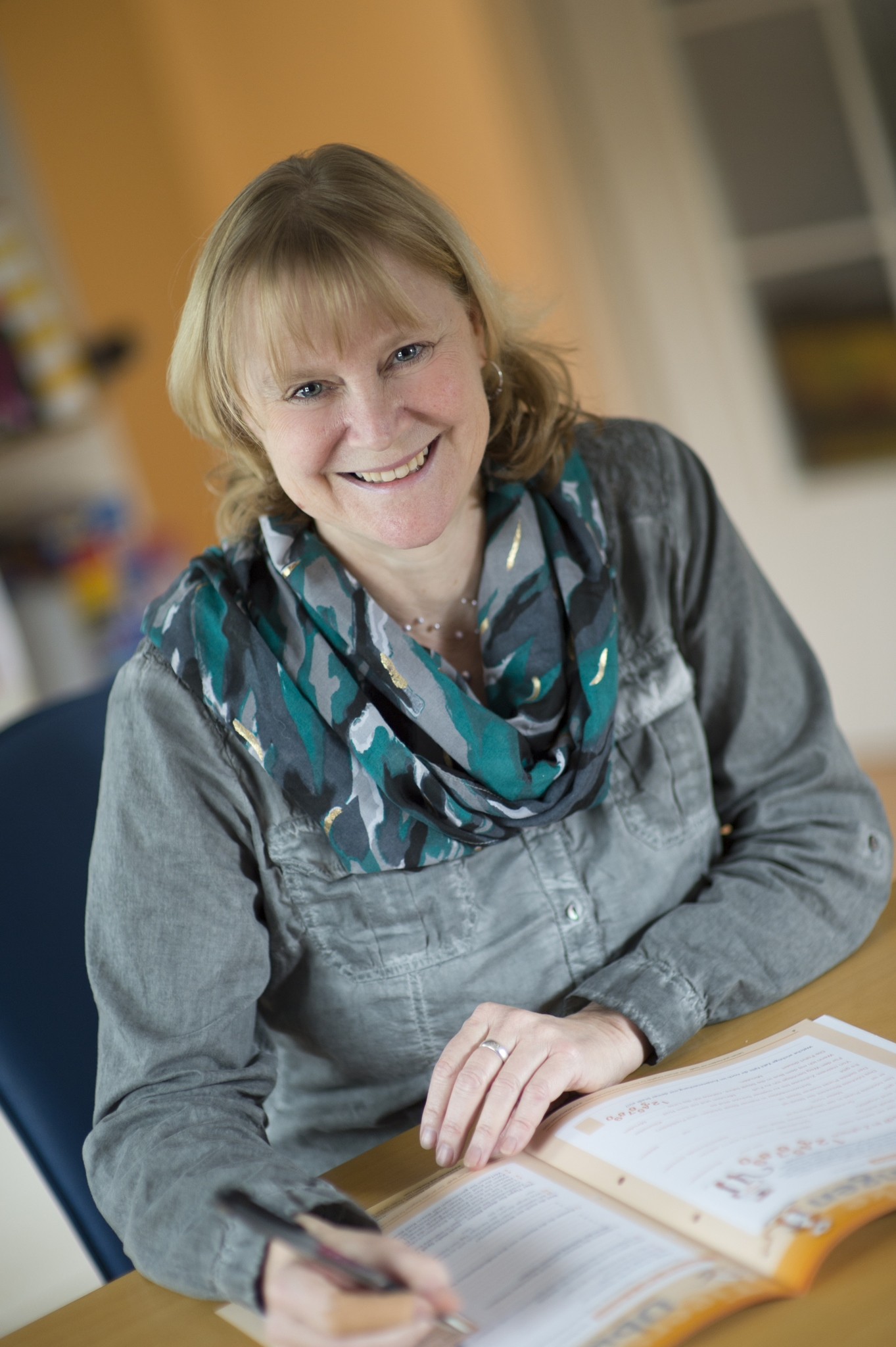
Uta Reimann-Höhn

Uta Reimann-Höhn (* 5. Juli 1962 in Bonn als Uta Reimann) ist eine deutsche Autorin pädagogischer Sachbücher und Lernmaterialien.

## Leben
Reimann-Höhn wuchs in Bonn auf und zog im Alter von 14 Jahren nach Wiesbaden. Dort machte sie Abitur und begann mit dem Pädagogik-Studium, während sie gleichzeitig für die örtliche Tageszeitung schrieb. 1987 heiratete sie den Gitarristen Tilmann Höhn, mit dem sie zwei Söhne hat.

## Wirken
1986 gründete Reimann-Höhn in Wiesbaden einen gemeinnützigen Verein mit dem Ziel der Lernförderung bei Kindern mit Legasthenie oder Dyskalkulie, den sie bis 2008 leitete. 1994 gründete Reimann-Höhn das Institut für Pädagogik und Lernen in Niedernhausen, das sie bis 2017 leitete. Im Jahr 1997 startete sie die Website www.lernfoerderung.de, die sie bis heute auch redaktionell betreut. 2009 folgte der gleichnamige YouTube-Kanal.
Von 2006 bis 2019 war Reimann-Höhn Chefredakteurin des pädagogischen Informationsdienstes Lernen und Fördern mit Spaß!. Von 2017 bis 2019 war sie Co-Autorin des pädagogischen Informationsdienstes Jan-Uwe Rogges Pubertäts-Überlebensbrief. 2018 und 2019 war Uta Reimann-Höhn als Expertin in der Elternberatung für Fisher-Price tätig.
2019 gründete sie die Gesellschaft bürgerlichen Rechts „Reimann-Höhn, Blank, Höhn“ zur Vermarktung von Internetseiten im Bereich Pädagogik.
Sie schreibt als Fachautorin pädagogische Beiträge und Sachbücher, unter anderem für den FID-Verlag, den Verlag Herder, den Auer-Verlag und den eduversum-Verlag in Wiesbaden.
Für den schwedischen Verlag Lylli AB hat sie eine Geschichte entwickelt und ihre inzwischen 5-teilige Krimireihe „Madita Berg ermittelt in Wiesbaden und der ganzen Welt“ hat sie im Selbstverlag veröffentlicht.

## Veröffentlichungen

### Bücher
- mit Elisa Diekemper: Rituale geben Sicherheit. Wie Kinder Vertrauen gewinnen. Herder Verlag, Freiburg im Breisgau 2000, ISBN 3-451-04939-2
- ADS. So stärken Sie Ihr Kind. Herder Verlag, Freiburg im Breisgau 2001, ISBN 3-451-05095-1
- Langsam und verträumt. ADS bei nicht hyperaktiven Kindern. Herder Verlag, Freiburg im Breisgau 2002, ISBN 3-451-05163-X
- Lernen mit Spaß und ohne Stress. Die wichtigsten Techniken und Tricks für Kinder. Herder Verlag, Freiburg im Breisgau 2003, ISBN 3-451-05388-8
- Keine Angst vor Klassenarbeiten. Prüfungen gelassen angehen. Cornelsen Scriptor, Berlin 2003, ISBN 3-589-21667-0
- Kinder fordern Klarheit. Durch Regeln Halt geben. Cornelsen Scriptor, Berlin 2004, ISBN 3-589-21896-7
- Stark von Anfang an. Kinder selbstbewusst und sicher machen. Herder, Freiburg im Breisgau 2006, ISBN 978-3-451-00630-2
- So lernt mein Kind sich konzentrieren. Herder Verlag, Freiburg im Breisgau 2006, ISBN 978-3-451-05720-5
- Welche Talente und Begabungen hat Ihr Kind? Herder Verlag, Freiburg im Breisgau 2007, ISBN 978-3-451-05850-9
- So entdecken und fördern Sie die Talente Ihres Kindes. Tests und Tipps zur individuellen Förderung. FID-Verlag, Bonn [um 2007], ISBN 978-3-932017-80-3
- „Erste Hilfe“ bei Klassenarbeiten. Gewusst wie. Die besten Techniken und Tricks für Lernen ohne Stress. FID-Verlag, Bonn [um 2007], ISBN 978-3-932017-81-0
- 1, 2, 3 – das kannst du schon. Ideen zur Rechenförderung. Herder, Freiburg im Breisgau 2007, ISBN 978-3-451-00675-3
- mit Christina Buchner: Kunterbunte Zahlenwelt. So lernen Kinder spielerisch rechnen. Herder, Freiburg im Breisgau [um 2008], ISBN 978-3-451-00636-4
- mit Benjamin Bulgay: Tee oder Mokka? 7 goldene Verhaltenstipps aus der Praxis für den Umgang mit patriarchalischen, religiösen Migrantenfamilien. DERS Verlag, Wiesbaden 2011, ISBN 978-3-942918-00-8
- Jeden Tag besser Lernen. So geht’s! 3. + 4. Klasse. Cornelsen Scriptor, Berlin 2011, ISBN 978-3-589-23121-8
- Jeden Tag besser Lernen. So geht’s! 5. + 6. Klasse. Cornelsen Scriptor, Berlin 2011, ISBN 978-3-589-23182-9
- mit Benjamin Bulgay: Pils oder Kölsch? 7 goldene Tipps für den Umgang mit (Mehrheits)deutschen. DERS Verlag, Wiesbaden 2011, ISBN 978-3-942918-01-5
- Einmal erste Klasse, bitte! So gelingt der Übergang vom Kindergarten in die Schule. Herder Verlag, Freiburg im Breisgau 2011, ISBN 978-3-451-00644-9
- Stark – na klar! Wie Kinder selbstbewusst und sicher werden. Herder Verlag, Freiburg im Breisgau 2012, ISBN 978-3-451-00645-6
- mit Benjamin Bulgay: Das schwarze Lämmlein. DERS Verlag, Wiesbaden 2012, ISBN 978-3-942918-04-6 (Kinderbuch in fünf Sprachen)
- AD(H)S in der Pubertät Herder Verlag, Freiburg im Breisgau 2016, ISBN 978-3-451-61357-9
- Ist unser Sohn hochsensibel? Herder Verlag, Freiburg im Breisgau 2017, ISBN 978-3-451-61404-0
- Kalter Koi / / Wenn tote Fische sprechen könnten / Madita Berg, Band 1, Independently published, Wiesbaden 2024, ISBN 979-8326984012
- Stolzer Storch / / Mord im Schiersteiner Hafen / Madita Berg, Band 2, Independently published, Wiesbaden 2024, ISBN 979-8328392518
- Feiger Frosch / / Mord im Kallebad / Madita Berg, Band 3, Independently published, Wiesbaden 2024, ISBN 979-8329363647
- Kluge Kakerlake / / Mord am Kochbrunnen / Madita Berg, Band 4, Independently published, Wiesbaden 2024, ISBN 979-8336460711
- mit Tilmann Höhn Hotel Bossa Nova / / Mord im Schlachthof / Madita Berg, Band 5, Independently published, Wiesbaden 2024, ISBN 979-8335888844
- Spanische Spielchen / / Mordermittlung auf Fuerteventure / Madita Berg, Band 6, Independently published, Wiesbaden 2024, ISBN 979-8313773438

### CDs
- Sicher richtig Diktate schreiben mit Tiger Timo. FID Verlag, Bonn 2012, ISBN 978-3-95443-006-2
- Volle Kraft voraus! So zünden Sie den Motivations-Turbo Ihres Kindes. FID Verlag, Bonn 2012, ISBN 978-3-95443-005-5

### Trainingsprogramme
- Sicher richtig schreiben. FID Verlag, 2008
- Einfach besser konzentrieren. Das 17-Minuten-Konzentrations-Trainingsprogramm für Grundschüler. [FID Verlag], [Bonn] [2009], ISBN 978-3-932017-53-7
- Sicher richtig schreiben. Das kompakte Trainingsprogramm zur Festigung der Rechtschreibsicherheit für Schülerinnen und Schüler ab der dritten Klasse. FID, Bonn 2011, ISBN 978-3-932017-89-6
- Sicher richtig schreiben online. FID Verlag, 2012
- Einfach besser in Rechtschreibung, Aufsatz und Grammatik. FID Verlag, 2014
- mit Timo Höhn: Signalgruppentraining in der Grundschule Auer Verlag, Augsburg 2016, ISBN 978-3-403-07302-4
- mit Timo Höhn: Aufsatztraining mit Lernvideos und Aufsatzwürfeln Auer Verlag, Augsburg 2018, ISBN 978-3-403-08104-3